# Torneo de Austin
El Torneo de Austin (o ATX Open) es un torneo de tenis de la WTA realizado desde el año 2023. Se juega en pista dura al aire libre en el Daniel Island Tennis Center de Austin, Estados Unidos.

## Campeonas

### Individuales
| Año  | Campeona       | Finalista         | Resultado   |
| ---- | -------------- | ----------------- | ----------- |
| 2023 | Marta Kostyuk  | Varvara Gracheva  | 6-3, 7-5    |
| 2024 | Yue Yuan       | Xiyu Wang         | 6-4, 7-6(4) |
| 2025 | Jessica Pegula | McCartney Kessler | 7-5, 6-2    |

### Dobles
| Año  | Campeones                      | Finalistas                     | Resultado        |
| ---- | ------------------------------ | ------------------------------ | ---------------- |
| 2023 | Erin Routliffe Aldila Sutjiadi | Nicole Melichar Ellen Perez    | 6-4, 3-6, [10-8] |
| 2024 | Olivia Gadecki Olivia Nicholls | Katarzyna Kawa Bibiane Schoofs | 6-2, 6-4         |
| 2025 | Anna Blinkova Yuan Yue         | McCartney Kessler Zhang Shuai  | 3-6, 6-1, [10-4] |